# Френк Бут (плавець)
Френк Бут (англ. Frank Booth, 4 жовтня 1910 — 1 грудня 1980) — американський плавець.
Призер Олімпійських Ігор 1932 року.